# دیه‌گو گامبتا
دیه‌گو گامبتا (انگلیسی: Diego Gambetta؛ زادهٔ ۱۹۵۲) جامعه‌شناس، و استاد دانشگاه اهل ایتالیا است.

## زندگی‌نامه
دیه‌گو در ۱۹۵۲ در تورین ایتالیا متولد شد. او استاد علوم اجتماعی و پروفسور نظریه اجتماعی در مؤسسه دانشگاهی اروپا در فلورانس است. وی همچنین همکار رسمی کالج نافیلد، دانشگاه آکسفورد انگلستان است.